# Кебячево
Кебячево (баш. Кәбәс) — деревня в Кебячевском сельсовете Аургазинского района Республики Башкортостан России.

## Географическое положение
Расстояние до:
- районного центра (Толбазы): 10 км,
- ближайшей железнодорожной станции (Белое Озеро): 40 км.

## История
В «Списке населенных мест по сведениям 1870 года», изданном в 1877 году, населённый пункт упомянут как деревня Кобячева 1-го стана Стерлитамакского уезда Уфимской губернии. Располагалась при озере Кобячеве, по правую сторону Оренбургского почтового тракта из Стерлитамака в Уфу, в 35 верстах от уездного города Стерлитамака и в 6 верстах от становой квартиры в деревне Толбазы (Адиль-Муратова). В деревне, в 35 дворах жили 217 человек (104 мужчины и 113 женщин, мещеряки, татары, тептяри), была мечеть. Жители занимались земледелием, скотоводством.

## Население
| 2002 | 2009 | 2010 |
| ---- | ---- | ---- |
| 332  | ↘328 | ↘289 |

Согласно переписи 2002 года, преобладающая национальность — татары (78 %).

## Религия
В деревне есть мечеть.